# Rue Sainte-Apolline
Rue Sainte-Apolline är en gata i Quartier de Bonne-Nouvelle i Paris andra arrondissement och Quartier des Arts-et-Métiers i Paris tredje arrondissement. Gatans namn är av oklart ursprung. Rue Sainte-Apolline börjar vid Rue Saint-Martin 357 och slutar vid Rue Saint-Denis 248.

## Omgivningar
- Notre-Dame-de-Bonne-Nouvelle
- Sainte-Élisabeth-de-Hongrie
- Boulevard Saint-Denis
- Boulevard Saint-Martin
- Impasse de la Planchette

## Bilder
| - Gatuskylt. - Notre-Dame-de-Bonne-Nouvelle. - Sainte-Élisabeth-de-Hongrie. |

## Kommunikationer
- Tunnelbana – linjerna    – Strasbourg – Saint-Denis
- Busshållplats Porte Saint-Martin – Paris bussnät
- Busshållplats Porte Saint-Denis – Paris bussnät

### Webbkällor
- ”Rue Sainte-Apolline”. Mairie de Paris. https://web.archive.org/web/20150910071053/http://www.v2asp.paris.fr/commun/v2asp/v2/nomenclature_voies/Voieactu/9026.nom.htm. Läst 18 oktober 2023.
- ”Rue Sainte-Apolline (2ème et 3ème arrondissement)”. Les rues de Paris. https://web.archive.org/web/20190920063210/http://www.parisrues.com/rues02/paris-02-rue-sainte-apolline.html. Läst 18 oktober 2023.